# Wallendorf (Weimar)

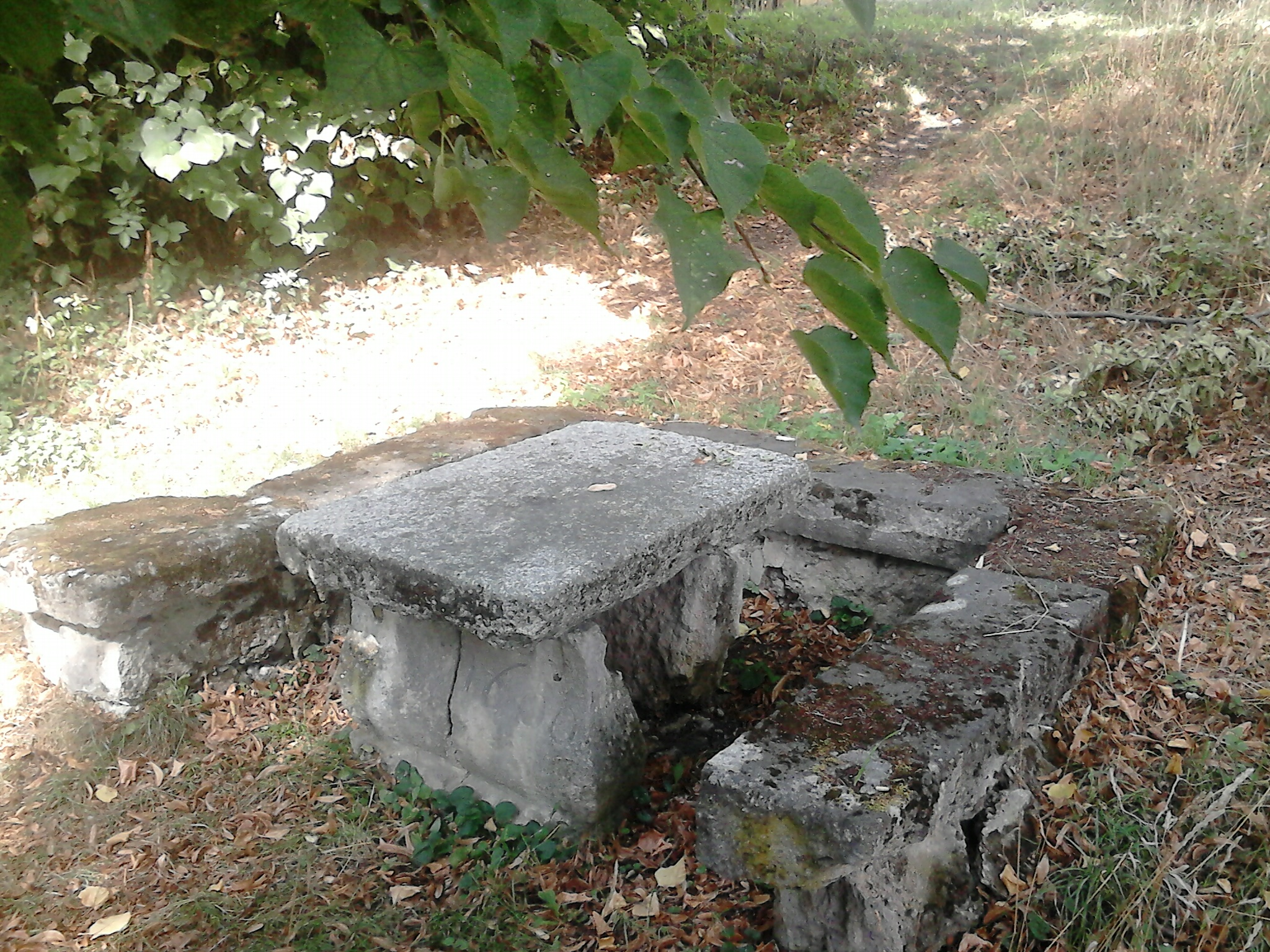
Heimrichstisch in Weimar

Wallendorf ist eine Wüstung in der Nähe von Weimar. An den Ort erinnern nur die Wallendorfer Mühle am Lottenbach am Kirschbachtal, der Heimrichstisch, und die Wallendorfer Straße hinter dem Berkaer Bahnhof, die Lottenmühle, in der sich das katholische Pfarramt der Herz-Jesu-Gemeinde befindet, bzw. der Ortsteil Neuwallendorf. Die Ortschaft lag westlich der Stadt zwischen Weimar und Niedergrunstedt im heutigen statistischen Stadtbezirk Schönblick am Kirschbach bzw. dem Lottenbach.

## Geschichte
Die erste urkundliche Erwähnung von Wallendorf war 1265. Im Jahr 1279 erfolgte die Erwähnung von Wallendorf als Waldindorf. 1307 gibt es eine Urkunde über die Verleihung von Land in Wallendorf. Im Jahr 1392 erfolgte die Einteilung der Stadt Weimar in vier Stadtteile und die urkundliche Erwähnung von Weinbergen u. a. eben am Südhang des Großen Ettersberges und in Wallendorf. Die höchste Stelle in der Wallendorfer Flur ist der Widderberg. Dahin führt u. a. der Lämmerrainweg.
Wallendorf bekam seinen Namen vermutlich von seiner Kirche St. Nicolai, die eine Wallfahrtskirche war, deren Marienbild wundertätige Wirkung zugesprochen wurde, die 1449 wegen Baufälligkeit geschlossen wurde, womit auch der Ort Wallendorf selbst einging. Der Ort selbst wurde bereits 1446 zerstört durch Brandstiftung im Zuge des Sächsischen Bruderkrieges von 1446 bis 1451. Die Dorfältesten brachten die Urkunden, die die Fluren und Äcker ebenfalls beurkundeten, nach Niedergrunstedt. Die Gemeinde Niedergrunstedt lag lange im Streit mit dem Rat der Stadt Weimar um die Wüstungsflur Wallendorf. Der Rat der Stadt Weimar kaufte 1578 die Wallendorfer Mühle, die noch stand. Diese wiederum existierte bereits vor 1378, da sie im „Roten Buch von Weimar“ als „die mul an der Lutten gelegin czu Waldendorf“ erwähnt ist. Die vormalige Wassermühle brannte am 19. August 1890 nieder. Einer Zeichnung zufolge war es ein Fachwerkbau. Die heutige Wallendorfer Mühle ist indes 1890 errichtet worden als Fachwerkbau mit Ziegelstein mit Wirtschaftsgebäuden wie Scheune, Ställe, Backhaus, Wohnhaus mit Gaststätte. Erbauer war Roderich August Mühle (* 1845). Die Wasserkraft des Lottenbaches reichte für den Betrieb nicht mehr aus, sodass das Mahlwerk der Mühle mit Dampfkraft angetrieben wurde. Das wurde später auf elektrischen Betrieb umgestellt. Sie stellte erst Anfang der 1960er Jahre ihren Betrieb ein. Von der Mühle und deren Wirtschaftsgebäuden ist indes nur der Bereich der Gaststätte erhalten geblieben. Dieses wird heute als Wohn- und Gästehaus genutzt. In Wallendorf hatte es einst neben der Wassermühle sogar zwei Bockwindmühlen gegeben, was auch durch eine Zeichnung von Alt-Wallendorf belegt ist. Auf dieser ist auch der Heimrichstisch zu sehen um dem sich eine Gruppe Männer versammelt hat.
Am 14. August 1671 wurde die Verordnung zur Abhaltung des Hegemahls, einer Gerichtshandlung in der Stadt und den Fluren Wallendorf, Lützendorf und Kleinroda erlassen. 1877 löste sich die Flurgenossenschaft Wallendorf schließlich auf. Die Wüstungsflur wurde nach einem Prozess der Stadt Weimar zugesprochen. Heute ist dieses Gebiet teils bebaut durch die Paul-Schneider-Straße, Damaschkestraße und Wallendorfer Straße, teils auch von Gartensparten besiedelt. Die Wallendorfer Straße wurde am 14. Juli 1903 nach dem 1265 urkundliche erwähnten Ort Wallendorf benannt. Das Haus Wallendorferstraße 9 baute der Architekt Paul Werschy 1909 und wohnte darin.  Es steht unter Denkmalschutz.
Zwischen der Wüstung Wallendorf und Nohra, kurz vor dem Bahnhof Nohra, wurde 1811 ein Gasthof errichtet, der Neuwallendorf genannt wurde, womit die Erinnerung wachgehalten wurde, obwohl weder der Ort, noch Einwohner dessen noch da wären. Diesen ehemals einsam errichteten Gasthof gab es bis 1942, der sich in einer Häusergruppe an der Erfurter Straße befindet. Neuwallendorf war zunächst Bedarfshaltestelle der Berkaer Bahn, besser Bahnstrecke Weimar–Kranichfeld, die 1887 eröffnet wurde.
In einem Kalkgeschiebe bei Neuwallendorf wurde das Skelett eines Mammuts gefunden. Den gewesenen Steinbruch besuchte auch Goethe seinen Tagebüchern zufolge. Das fand in seine naturwissenschaftlichen Schriften Eingang.
Die Wüstung Wallendorf mit Heimrichstisch ist ein eingetragenes Bodendenkmal der Stadt Weimar. Die Wallendorfer Straße steht mit den Hausnummern 1, 3–5, 7–9, 11, 13 unter Denkmalschutz.

## Varia
Der Maler der Weimarer Malerschule Franz Gustav Arndt schuf ein Gemälde 1886 unter dem Titel: Tal von Wallendorf bei Weimar.